# Bertrand de Saint-Martin
Bertrand de Saint-Martin, o Bertran (Arles, 1220 circa – Lione, 29 marzo 1277), fu decano dell'abbazia di Sant'Andrea di Villeneuve-lès-Avignon, quindi vescovo di Fréjus, poi di Avignone ed infine arcivescovo Arles. Fu creato cardinale da papa Gregorio X.

## Biografia

### Primi anni
Decano dell'abbazia di Saint-André, venne nominato nel 1248 vescovo di Fréjus, carica che manterrà fino al 5 marzo 1264, quando venne nominato vescovo di Avignone da papa Urbano IV, carica che terrà fino al 1266.

### Vescovo di Avignone
Il nuovo vescovo di Avignone si dimostrò vicino agl'interessi degli Angiò e Carlo I d'Angiò, conte di Provenza, seppe apprezzare i suoi servigi. Sotto il pontificato di Clemente IV Bertran de Saint-Martin giocò un ruolo importante in Italia: con un "breve" datato da Perugia il 14 luglio 1265, il papa impose l'arresto ed incarcerare tutti coloro che in Roma osassero resistere all'autorità pontificia e si fosse mostrato ostile a Carlo d'Angiò. Fu grazie al rapporto con l'arcivescovo di Cosenza che il nostro prelato s'incaricò di questa delicata missione.

### Arcivescovo d'Arles
Dopo aver occupato la sede episcopale di Avignone per due anni e quattro mesi, Bertrand assunse il governo della diocesi di Arles per obbedire agli ordini del papa. In conformità con gli usi egli fu scelto dai canonici di questa città per sostituire l'arcivescovo deceduto Florent (29 giugno 1266). Due canonici furono delegati per recarsi presso Clemente IV a Viterbo a sollecitare la decisione pontificia sulla scelta operata dal capitolo di Arles.
L'11 ottobre di quell'anno egli divenne arcivescovo di Arles, carica che mantenne fino al 1273. Del suo periodo episcopale ad Arles si conoscono numerosi eventi, in particolare omaggi e sinodi. L'anno del suo arrivo egli rese omaggio a Barral I, signore di Baux, per la terra di Mouriès, che l'arcidiocesi aveva in feudo da questo signore.
Nel 1267, il 10 giugno egli si recò a Tarascona per ricevere a sua volta gli omaggi di Bertrand de Baux, figlio di Guillaume de Baux, signore di Berre, per diversi feudi, fra i quali le terre della Crau.
In quel medesimo anno papa Clemente IV accordò a lui, ed ai suoi successori, un privilegio riservato al papa: quello di far portare dinnanzi a loro la croce nella provincia di Arles.
Il 5 aprile 1270, Bertrand approvò, in qualità di arcivescovo metropolitano, la suddivisione degli introiti della diocesi di Tolone in dodici prebende ed il 15 luglio 1271 celebrò un sinodo ad Avignone, ove si trovarono riuniti con l'arcivescovo di quella città, quelli di Cavaillon e di Carpentras.

### Cardinale-vescovo di Sabina
All'inizio di giugno del 1273, o secondo alcuni autori nel 1272 o 1274, egli fu nominato cardinale vescovo di Sabina da papa Gregorio X. Bertrand fu il primo arcivescovo di Arles a ricevere la porpora cardinalizia.
Bertrand partecipò, nel corso del suo cardinalato, ai seguenti conclavi:
- conclave del gennaio 1276, che elesse papa Innocenzo V
- conclave del luglio 1276, che elesse papa Adriano V
- conclave del settembre 1276, che elesse papa Giovanni XXI

## Controversie sulla date del suo decesso
La sua data di morte è incerta. Secondo alcune fonti egli sarebbe deceduto durante il secondo concilio di Lione, nel 1274 ma ciò pare poco probabile, poiché l'ultima bolla pontificia ove compare la sua firma è datata 23 marzo 1275. L'Annuario Pontificio del 1929, a pag. 127, indica che egli morì a Lione il 28 marzo 1275. Tuttavia Konrad Eubel, nella sua Hierarchia Catholica Medii Aevi alle pagg. 9 e 38 del Volume I afferma che Bertran de Saint-Martin aveva partecipato ai conclavi  che elessero i papi Innocenzo V e Giovanni XXII e che egli morì nel 1277. Secondo Joseph Hyacinthe Albanés fu il 29 marzo di quell'anno, informazione corroborata dalla Société départementale d'archéologie et de statistique de la Drôme, che indica una data vicina, il 28 marzo 1277.

## Successione apostolica
La successione apostolica è:
- Cardinale Vicedomino Vicedomini, O.Min. (1257)
- Vescovo Josselin, O.Min. (1272)
- Vescovo Giovanni II (1277)